# Fælleshellenske fester
Fælleshellenske fester, også kaldt panhellenske fester, var i det antikke Grækenland religiøse fester med deltagere fra alle græske bystater. Der var fire store fælleshellenske fester, nemlig de nemeiske lege, de isthmiske lege, de pythiske lege og de olympiske lege.